# Schwimmteich

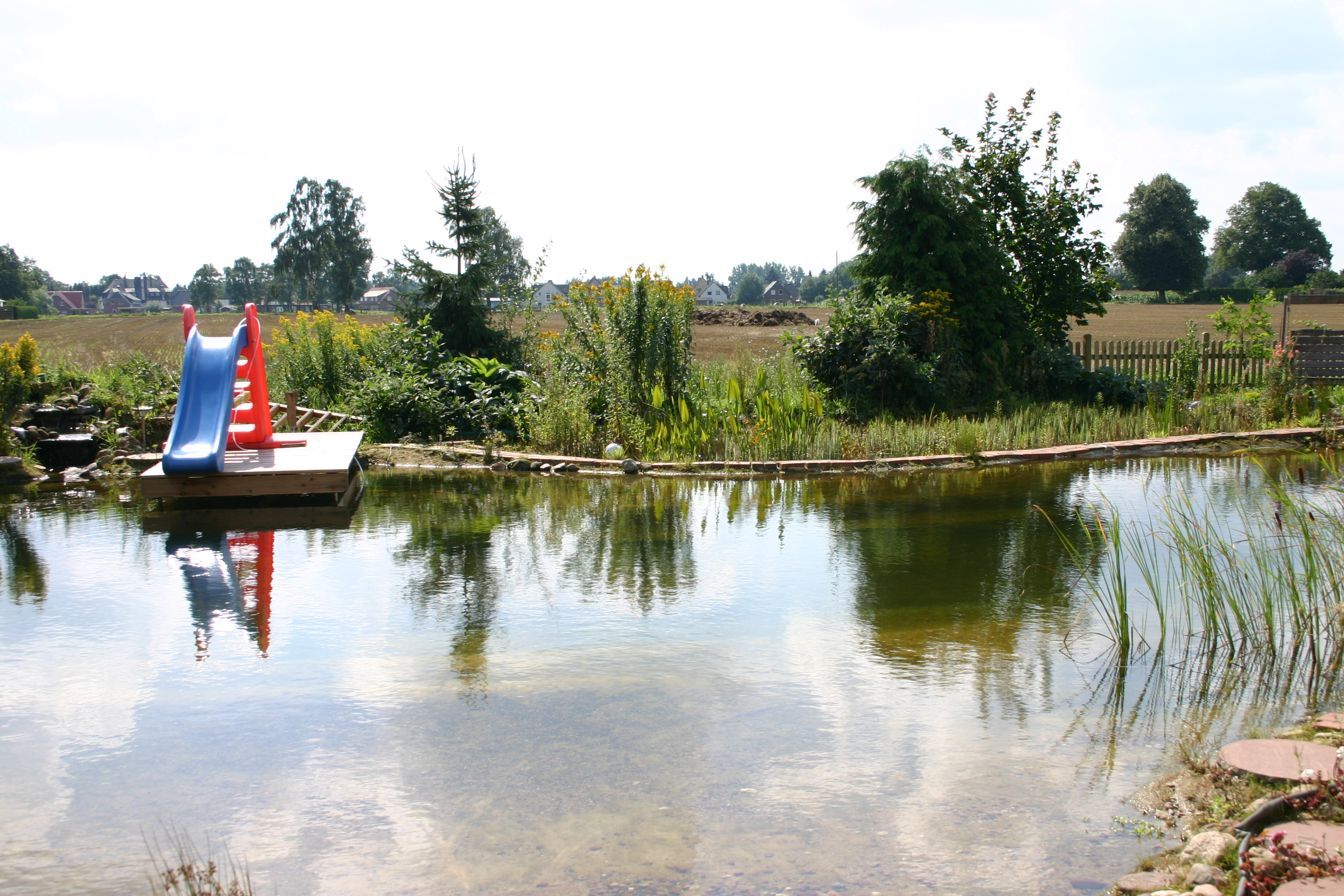
Schwimmteich

Ein Schwimm- oder Badeteich ist ein meist künstlich angelegtes Stillgewässer, häufig als Folienteich, das gut zum Schwimmen oder Baden geeignet ist und dessen Wasser biologisch vor allem durch Plankton gereinigt wird. Daneben werden die Begriffe Schwimmteich, Badeteich, Bioteich, biologischer Pool, Naturpool und sonstige eingetragene Markenzeichen verwendet. Neuere Regelwerke benutzen die Bezeichnung Freibad mit biologischer Wasseraufbereitung. Dieser Aspekt unterscheidet Schwimmteiche von anderen künstlichen Badeanlagen.
Unterschieden werden muss dabei in Schwimmteich für öffentliche Nutzung und biologischer Pool für private Nutzung. Schwimmteiche ohne Pumpwerke verhalten sich wie stehende Gewässer (mit angepasster Biozönose), Schwimmteiche mit Wasserumlauf zu Filtern ähneln in der Biozönose einem Fließgewässer (siehe dazu Fließgewässertypen).
Für Freibäder mit biologischer Wasseraufbereitung gelten in Deutschland alle bäderrelevanten Sicherheitsanforderungen wie DIN-Normen und DGfdB-Richtlinien. Sie sind daher keine Badegewässer oder Naturbäder im Sinne der einschlägigen Regeln, für die geringere Anforderungen an die Verkehrssicherungspflicht gelten.

## Geschichte
Teiche wurden seit langer Zeit künstlich angelegt. Der (mittlerweile unternehmerisch nicht mehr aktive) Schwimmteichbauer, Biologielehrer und mehrfache Fachbuchautor Richard Weixler errichtete 1975 zusammen mit Werner Gamerith in Waldhausen im Strudengau (Oberösterreich) den ersten sogenannten „Schwimmteich“ (mit der Hauptfunktion „zum Schwimmen“ in Gegensatz etwa zu Fischteichen oder Löschwasserteichen). Er wurde in der Folge Unternehmer und „Schwimmteichpionier“ und schrieb vier Bücher darüber. Er wurde zum Präsidenten des Österreichischen und Internationalen Schwimmteich-Fachverbands gewählt und war Gerichtssachverständiger für Schwimmteiche.
Die ersten Schwimmteiche waren stehende Gewässer mit etwa 50 % Regenerationsfläche. Mit der Weiterverbreitung und Weiterentwicklung der Idee in der aufstrebenden Branche wurden poolähnliche Systeme entwickelt, die anstelle von Wasser- und Sumpfpflanzen nur Filter zur Wasserreinigung verwenden. Die Entwicklung ging von sehr natürlich anmutenden Weihern zu formstrengen Schwimmteichanlagen mit sehr kleinen Aufbereitungszonen bis zu reinen Poolanlagen. Einem Pool ist eine Reinigungszone angegliedert, diese kann direkt am Pool oder auch durch Rohrleitungen verbunden an einem anderen Ort im Garten liegen. Wird die Regenerationszone an den Pool direkt angeschlossen, entsteht ein leichter Schwimmteichcharakter. Seit 2000 wurden die ersten Schwimmteiche mit starkem Poolcharakter gebaut und nach einem passenden Namen für diese „modernen Schwimmteiche“ gesucht. Damals wurde der Begriff Naturpool gefunden. In der Schweiz entstand die erste Anlage dieser Art im Jahr 2000 mit dem Schwimmbad Biberstein. Der zurzeit größte Naturpool der Schweiz befindet sich im Schwimmbad Geiselweid.

## Funktionsprinzip
Der Teich wird immer in zwei Zonen aufgeteilt:
- Die Schwimmzone bzw. der Nutzungsbereich dient dem Schwimm- und Badebetrieb.
- Die Filter-, Aufbereitungs- oder Regenerationszone ist mit Sumpf- oder Wasserpflanzen bepflanzt und dient der Reinigung des Wassers. Zwischen beiden Bereichen muss ein Wasseraustausch möglich sein oder durch Wasserpumpentechnik künstlich herbeigeführt werden.

Die Mindestgröße für eine Schwimmteichanlage ist abhängig von der gewählten Bauform, derartige Naturbäder sind „ab acht Quadratmeter“ Wasserflächen möglich. Das deutsche Regelwerk der Forschungsgesellschaft Landschaftsentwicklung Landschaftsbau (FLL) für Hersteller solcher Anlagen aus dem Jahre 2006 unterscheidet fünf Schwimmteichtypen:
1. Teichtyp I “Natur pur” Schwimmteich ohne Technik[5]
2. Teichtyp II “Naturnaher” Schwimmteich mit Oberflächenreinigung[5]
3. Teichtyp III Schwimmteich mit langsam durchströmtem Substratfilter[5]
4. Teichtyp IV “Naturpool” mit schnell durchströmtem Substratfilter[5]
5. Teichtyp V “Naturpool” mit durchströmter technischer Einheit[5]

Das „FLL Regelwerk für private Schwimm- und Badeteichanlagen“ sind Richtlinien für die Errichtung öffentlicher, gewerblicher und nicht ausschließlich privat genutzte Bäder, sie gelten nicht für Freibäder, die mit Meer- oder Solewasser betrieben werden, nicht für Freibäder, deren Wasser nach DIN 19643 „Aufbereitung von Schwimm- und Badebeckenwasser“ aufbereitet wird und nicht für Naturbäder (z. B. Fluss- oder Binnenseebäder). Die Richtlinien haben keinen Gesetzescharakter, könnten aber bei Schadensfällen als Standard herangezogen werden. Die Mindesttiefe ist ebenfalls von der Bauart abhängig.
Generell gilt, Sumpf- und Wasserpflanzen, Algen, Bakterien und Zooplankton erledigen die Wasserreinigung, je weniger Platz diesem Reinigungssystem zugestanden wird, umso mehr Filter, Technik und Energieaufwand sind dafür notwendig. Es gibt auch Schwimmteiche, die gänzlich ohne höhere Pflanzen auskommen.
Nährstoffeinträge kommen auf vielerlei Arten zustande: Belastung durch Badegäste (beispielsweise Kotreste, Urinreste, Schweiß, Hautschuppen, Haare, Speichel, Nasensekrete, Speisereste, Schmutz an den Füßen etc.) aber auch durch Pollen, Sporen, Stäube, Teile abgeblühter Blüten, Früchte und Samen, abgeworfene Blätter, Vogelkot-Eintrag (siehe Exkremente), Einschwemmungen von Niederschlagswässern und nachgefülltes Trinkwasser. Die Keimreduktion, der Keimabbau (man spricht in einem biologischen System nicht von Desinfektion, da keine Desinfektionsmittel wie Chlor oder Ozon zugesetzt werden) funktioniert biologisch durch Stoffwechselvorgänge von Bakterien, die sich im Wurzelwerk der Pflanzen und in Biofilmen auf allen wasserbedeckten Oberflächen (Steine, Folie, Pflanzenteile) ansiedeln, sowie durch In-situ-Entkeimung im freien Wasser. Vereinfacht ausgedrückt, „gute“ Mikroorganismen fressen „schlechte“ Mikroorganismen. Entscheidend ist ein stabiles Gleichgewicht verschiedener Bakterienarten, in Abhängigkeit von Wassertemperatur, Sonneneinstrahlung, pH-Wert, Pflanzenwachstum. Durch mechanische Filter kann die biologische Reinigung ergänzt werden. Trotz der laufenden Reinigung kann das Wasser zu jedem Zeitpunkt durch unerwünschte Keime in zu hoher Konzentration belastet sein (das Wasser wird ja nicht steril).
Damit es nach Nährstoffeinträgen zu keiner Aufkonzentrierung von Nährstoffen kommt, sollten diese aus dem Ökosystem Teich entfernt werden. Dies geschieht meist durch Abfischen oder Abfiltern von fädigen Algenwatten, Schwebalgen und abgesunkenem Mulm oder „Ernten“ von höheren Pflanzen. Da Algen generell und auch bei niedrigen Temperaturen besseres Wachstum und eine höhere Vermehrungsrate als Gefäßpflanzen aufweisen, kann mit Algen und anschließendem Entfernen der Algen das Wasser am schnellsten und effizientesten und früher (also vor der Badesaison, wenn Großpflanzen erst gut zu wachsen anfangen) gesäubert werden.
Um das Versickern des Wassers im Boden zu verhindern, ist in der Regel wie bei einem Gartenteich eine Abdichtung zum Untergrund erforderlich. Als Baumaterialien werden üblicherweise spezielle Teichfolien (aus PVC, PE, PP, EPDM oder bentonithältige Folien) und (bentonithältige) Vliesstoffe), GFK, aufgesprühtes „Polyurea“ (Polyurethan, „flüssige Folie“), Beton, Ton oder Kombinationen verwendet werden. Aufgrund der Kosten und der einfachen Verarbeitung wird am häufigsten Folie eingesetzt.

## Wasseraufbereitung
Die Badewasseraufbereitung findet in situ durch biologisch-mechanische Prozesse statt. Alle Wasserflächen sind in einem geschlossenen Kreislauf miteinander verbunden. Wasserpflanzen (Phyto- und Zooplankton), eine Umwälzung des Wassers über Pflanzenfilterbecken (Regenerationsflächen) und regelmäßige Pflegemaßnahmen sorgen für die Sicherstellung der Wasserqualität.
Verglichen mit einer Kläranlage wirkt der gesamte sauerstoffführende Wasserkörper als Belebungsbecken, die Beckenböden und die Oberflächen von Kieseinschüttungen fungieren einerseits als Aufsitzflächen für Biofilme und andrerseits als Absetzflächen wie in einem Absetzbecken, wo sich Mulm absetzen kann, und das „Innere“ von nicht durchströmten Kiesschüttungen (mit Biofilmen an den Oberflächen der Steine und Pflanzenwurzeln) kann als anaerober Denitrifikationsfilter und Reservoir für Zooplankton und Sporen fungieren. Durchfluss-Kiesfilter mit Biofilmen anderer aerober Mikroben, können auch der aeroben Nitrifikation dienen, sofern sie ständig mit sauerstoffreichem Wasser versorgt werden. Durch Aufwirbelung (durch gehen, stehen und schwimmen im seichten Wasser oder durch Druckwasserspülungen) kann Mulm im Teichwasser resuspendiert werden.
Stehen beispielsweise 20 % der gesamten Wasserfläche in Form von Kiesschüttungen, Tiefwasser oder einem Filtergraben als Absetzraum zur Verfügung, so können sich dort, sofern das getrübte Wasser hingelangt, 20 % der absetzbaren Schwebstoffe ablagern ohne wieder aufgewirbelt zu werden (im „Schwimmraum“ schwimmen oder versinken  somit 80 %). Beim nächsten Aufwirbeln in der Schwimmzone wird von den verbliebenen 80  % wiederum ein Fünftel im Absetzraum abgeschieden, und so fort. In tiefen Teichen dient oft die Schwimmfläche als Absetzbecken, weil abgelagerter Mulm nicht mehr durch Herumwaten aufgewirbelt wird oder dort abgesaugt wird. Falls beim Konzept des Tiefteichs eine Pflanzenzone vorhanden ist (weil die Nährstoffe üblicherweise mit dem Mulm herausgeholt werden und nicht durch Pflanzen, die im abgemagerten Wasser schlecht gedeihen), kann der im Pflanzenbereich abgelagerte unschöne Mulm aufgewirbelt werden und so ins Absetzbecken verfrachtet werden. Die Aufwirbelung erfolgt dabei mit Teichwasser, um nicht mit Frischwasser neue Nährstoffe in das System einzubringen. Mit diesen Methoden tritt nach und nach eine Verarmung an gebundenen Nährstoffen im Aufwirbelungsbereich ein und eine Anreicherung im Absetzbereich. 
Durch Absaugung von abgelagertem Mulm (durch Absaugöffnungen am Beckenboden oder mithilfe von Teichschlammsaugern oder Poolreinigungsrobotern (siehe Serviceroboter)) aus der Absetzzzone können darin gebundene Nährstoffe wirkungsvoll aus dem Teich extrahiert werden. Dies sollte erfolgen, bevor der Mulm wieder mikrobiell abgebaut wird und die gebundenen Nährstoffe (vor allem Phosphate und Nitrate) wieder in Lösung gehen. Abgesaugter Bodenschlamm wird üblicherweise der Flächenkompostierung als Mulch zugeführt (bei der Kompostierung des Schlammes sollte beachtet werden, dass die aus Folien (insbesondere PVC-Folie) freiwerdenden Weichmacher und sonstigen Additive (Bisphenol A, Tributylzinn) gering wasserlöslich sind und von Feststoffen adsorbiert werden und daher im Schlamm in höheren Gehalten als im Wasser vorkommen, mehr darüber bei Folienteich#Verwendete Grundstoffe). Zur Entschlammung von Großteichen wird mitunter Calciumperoxid auf den Teichgrund aufgebracht, das sich in Wasser nur langsam zersetzt und dabei Sauerstoff freigibt, den wiederum Mikroorganismen zum Abbau der Schlamm-Biomasse benötigen.

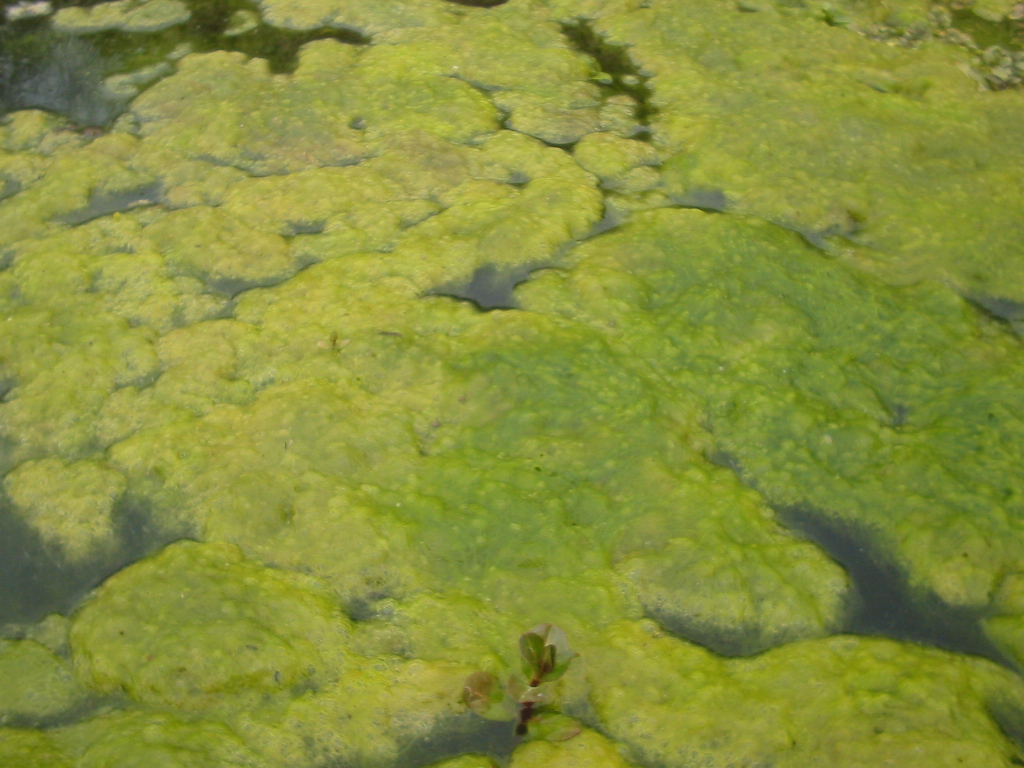
Im Teichwasser aufschwimmende Jochalgen

Aufschwimmende Jochalgenwatten werden an der Oberfläche mithilfe von Skimmern abgesaugt oder manuell abgekeschert, Schwebalgen können nur durch Abtötung mithilfe von UV-Lampen (worauf die Algen sich verknäueln und zusammenballen) und Feinfiltertechnik entfernt werden.

Ein kleiner Regenerationsbereich am Rande des Schwimmbeckens

Im Gegensatz zu herkömmlichen Freibädern, in denen die Desinfektion des Wassers durch Chlorung, Ozonisierung oder andere Verfahren erfolgt, wird in einem Schwimmteich das Risiko der Krankheitsübertragung durch Verdünnung minimiert. Deshalb fordert das zutreffende Regelwerk der Forschungsgesellschaft Landschaftsentwicklung Landschaftsbau (FLL) in Übereinstimmung mit der Vorgabe der Badewasserkommission des Umweltbundesamtes, dass pro Besucher 10 m³ Wasser vorgehalten werden müssen. Ein regelmäßiger Wasseraustausch durch Zugabewasser sowie Aufbereitungszonen mit entsprechenden Wasserpflanzen kann die Kapazität an täglichen Badegästen erhöhen. Die Wassertemperatur 30 cm unter der Wasseroberfläche soll 23 °C nicht überschreiten, da bei höheren Temperaturen die Gefahr der erhöhten Vermehrung von Krankheitserregern besteht.
Im genannten FLL-Regelwerk wird empfohlen, den Kleinkinderbereich (Planschbecken) wegen des erhöhten Infektionsrisikos mit einer klassischen Badewasseraufbereitungsanlage auszustatten, ansonsten dort eine Wasserabsaugung samt Teichwasserzufuhr zu installieren, um ständigen „Frischwasser“-Nachschub zu gewährleisten. Für öffentliche Schwimmteiche hat das Umweltbundesamt entsprechende Bau- und Betriebs- und Wasserqualitätsverordnungen erlassen. In Österreich gibt es die ÖNORM M 6235 Planung, Ausführung, Betrieb, Wartung, Überwachung und Sanierung von Kleinbadeteichen (in Überarbeitung).
Beläge an Folien
Vermeintliche „Kalkablagerungen“ in Schwimmteichen oder Schwimmbecken bestehen meist aus homogenen Gemischen von Calciumcarbonat, Mischcarbonaten, Apatit, Siliziumdioxid und Silikaten und sind deswegen auch mit Säuren nur schwer lösbar. Der Entstehungsvorgang dieser Minerale in Gewässern ist bei Wasserhärte#Kalk-Kohlensäure-Gleichgewicht eingehend beschrieben. Diese mattenförmigen harten Ablagerungen finden auf Pflanzen, Beckenwandfolien, Betonverkleidungen und durch Sedimentation am Boden statt.

### Algenproblematik
Algenwachstum ist ein Indikator für ein Nährstoffüberangebot im Wasser. Diese Nährstoffe werden von allen Pflanzen zum Wachstum benötigt, wobei Algen insofern im Vorteil sind, weil sie auch bei niedrigen Temperaturen und frei schwimmend im Wasser gedeihen. Algen werden von Zooplankton oder Fischen gefressen oder sterben aus Nährstoffmangel ab, weil sämtliche Nährstoffe von der „Algensuppe“ gebunden wurden und die Reste sinken zum Teichgrund. Vor dem Zelltod findet noch Vermehrung durch Bildung von überdauernden Sporen statt, die bei Wiedervorhandensein neuer Nährstoffe wieder aktiv werden. Mit dem Absinken abgestorbener (Schwebe)Algen nach Nährstoffmangel wird das Teichwasser schlagartig klar. Alsbald können die in den Algen gebundenen Nährstoffe im Kreislauf der Natur durch mikrobiellen Abbau der abgestorbenen Algen wieder ins Wasser gelangen und der Kreislauf „Algenwachstum aus Sporen – Algentod – Algenzersetzung“ beginnt von Neuem (weitere Ursachen und Bedingungen der Algenwachstumskreisläufe sind bei Oligotrophie, Phosphatfalle und Wasserzirkulation genauer erklärt). Mit Abfischen und Abfiltern von Algen und Entfernung aus dem Teich(kreislauf) werden auch die Nährstoffe im Teichwasser verringert, sodass beim nächsten Kreisprozess weniger Algen zu erwarten sind. In der Folge „magert“ das Wasser an Nährstoffen ab und bleibt länger klar. Ab dem späten Frühling intensivieren auch Höhere Pflanzen den Stoffwechsel und bauen Nährstoffe ein. Durch Abernten der Staudenstängel oder Einkürzen von Unterwasserpflanzen im Frühherbst können die von ihnen gebundenen Nährstoffe aus dem Kreislauf entfernt werden.
Phosphat ist ein Hauptnährstoff für alle Pflanzen, auch für Algen. Darum wird getrachtet, den Phosphatgehalt im Wasser unter einen Minimalgehalt zu senken. Zum Einsatz kommen verschiedene Verfahren, siehe dazu Phosphorelimination und auch Phosphatfalle.
Algen sind allgegenwärtig, sie reisen im nassen Gefieder von Wasservögeln oder vom Wind getragen (und gewisse Arten besiedeln dann Fassaden). Algen sind natürlicher Bestandteil des Phytoplanktons und eine Nahrungsgrundlage des Zooplanktons, von beispielsweise Wasservögeln, Fischen oder im Meer des Krills, von dem sich viele Meerestiere ernähren. Algen sind als Produzenten Teil der Nahrungskette und der Biozönose im Biotop Teich, eigentlich aller Ökosysteme.
Darum enthält jeder Schwimmteich (aber auch Schwimmbecken mit chemischer Desinfektion) Algen. Meist treten sie in Form von Zusammenballungen („Watten“ oder Fadenalgen) von Grünalgen oder Blaualgen in plötzlicher massenhafter Vermehrung (der sogenannten Algenblüte) oder als mikroskopisch kleine wassertrübende Schwebalgen in Erscheinung.
Algen nehmen Nährstoffe aus dem Wasser auf und bauen sie in ihre Zellen ein. Im Wasser, mit dem Schwimmteiche gefüllt werden, herrscht meist ein Überangebot an Nährstoffen vor, sodass es nach einer Neubefüllung oder Nachbefüllung zwangsläufig zu einer Massenvermehrung von Algen kommt. Diese läuft mit exponentiellem Wachstum solange ab, bis keine Nährstoffe mehr verfügbar sind. Dann sterben die Algen zwangsläufig ab (und sinken zu Boden) oder überdauern „hungernd“ oder als Sporen. Zu so einem Zeitpunkt wird das Wasser schlagartig, quasi über Nacht, klar mit Sicht bis zum Boden. Abgestorbene Algen werden durch Destruenten abgebaut und die Nährstoffe gelangen wieder ins Wasser. Der ersten Algenblüte folgt dann eine zweite und so fort.
Weil es so zahlreiche Möglichkeiten zur Beeinflussung der Wasserqualität und des Nährstoffeintrags gibt, sind keine zwei Schwimmteiche miteinander vergleichbar und Vergleiche können leicht zu Fehleinschätzungen führen. Oft entscheidet der Zufall (beispielsweise weil das Füllwasser dieser Gegend nährstoffarmer war, das nächstgelegene Kieswerk kalkarmen Quarzsteinschotter oder ausschließlich Kalksteinschotter produziert, phosphathältige Gesteinsplatten eingebaut wurden, im Jahr wenig Badewetter herrschte oder der Teich wenig Besuch hatte, viele oder wenig Wasservögel einkoteten) und somit wenig oder viel Nährstoffeintrag erfolgte, ob ein Teich(system) mit Algenproblemen zu kämpfen hat oder „immer klar“ war, ist und bleibt.
Ziel bei einem Schwimmteich ist es, in klarem (umgangssprachlich „sauberen“) Wasser zu baden. Darum müssen eingebrachte Nährstoffe aus dem System wieder entfernt werden. Werden die Algen abgekeschert oder abgefiltert, kommt es zur gewünschten Verarmung dieser Nährstoffe im Teich, nachfolgende Algenblüten werden geringer, der Teich bleibt länger klar. Auch in den Teich eingesetzte Wasserpflanzen und Sumpfpflanzen können Nährstoffe binden, doch auch diese Pflanzenteile müssen regelmäßig abgeerntet werden. Eine Verarmung an Nährstoffen im Wasser führt zu kümmerlichem Wuchs dieser Pflanzen. Werden diese aufgedüngt, gelangen wieder Nährstoffe in den Teich…
Es gibt Möglichkeiten, um einen Teich algenarm zu halten. Beispielsweise wenn die Wasserverdunstung im Sommer und der sinkende Wasserspiegel akzeptiert werden und Frischwasser (das neue Nährstoffe im Überangebot enthalten kann) in größeren Abständen oder erst im Herbst wieder eingelassen wird. Auf diese „Betriebsweise“ muss aber im Vorhinein die Bauweise (Abdeckung der Folie an Böschungen oder anderer Folientyp) abgestimmt werden, denn ein sinkender Wasserspiegel kann ungeschützte Folie ans Sonnenlicht bringen, was wiederum (bei PVC-Folien) zu Versprödung und Bruch der Folie führen kann. Als Alternative könnte der Algennährstoff Phosphat bereits aus dem zufließenden Ergänzungswasser oder aus dem Teichwasser herausgefiltert werden.

### Milchiges Wasser
Milchiges Wasser (als ob Milch hineingeschüttet wurde) kann durch Biogene Entkalkung entstehen.

## Naturpool

Naturpool des Schwimmbads „Troase“ in Trossingen

Als Naturpool oder öfters fälschlicherweise als Naturbad werden öffentliche Bade- und Schwimmanlagen bezeichnet, die eine biologische Wasseraufbereitung durch mikrobiologische Prozesse wie in einem Schwimmteich haben, von der Formgebung jedoch ein Pool sind. Möglich wurde diese Technik durch die kontinuierliche Weiterentwicklung der biomechanischen Reinigung von Schwimmteichen.

## Energiegewinnung
Es gab Versuche, gespeicherte Sonnenwärme oder Erdwärme im Winter mittels einer Wärmepumpe aus Schwimmteichen zu gewinnen.
Dazu wurden Absorberleitungen am (tiefen) Teichgrund verlegt. Nachteilig ergab es sich, dass sich rund um die Absorberleitungen ein Eismantel bildete. Weil Eis eine geringere Dichte als Wasser hat, riss der (statische) Auftrieb des Eises die Leitungen vom Teichgrund, diese schwammen dann lose nach Schmelzen des Eises. Einbetonieren am Teichgrund oder Verlegung der Leitungen unter der Folie verhindert den gewünschten raschen Wärmezufluss, wie er bei Geothermie-Projekten gewünscht ist. Außerdem ist die Kältefestigkeit der verwendeten Teichfolie zu beachten. Normalerweise überwintern Fische am eisfreien Teichgrund, friert dieser ebenfalls ein, werden die Fische den Winter nicht überleben.